# Euphrasia humifusa
Euphrasia humifusa är en snyltrotsväxtart som beskrevs av Francis Whittier Pennell. Euphrasia humifusa ingår i släktet ögontröster, och familjen snyltrotsväxter. Inga underarter finns listade i Catalogue of Life.